# Madicken på Junibacken
Madicken på Junibacken är en svensk familjefilm från 1980, i regi av Göran Graffman och producerad av Olle Nordemar, och baserad på Astrid Lindgrens bok Madicken och Junibackens Pims från 1976.

## Handling
Rikemansflickan Margareta "Madicken" Engström, 7 år, bor på gården Junibacken i en svensk småstad tillsammans med lillasyster Lisabet, 5 år, och föräldrarna Kajsa och redaktören på tidningen Arbetets Härold Jonas Engström, och deras tjänsteflicka Alva.
Mamma Kajsa fyller år och firas med utflykt med matsäckskorg till en gullvivsäng, där en flock av tjurkalvar plötsligt dyker upp och jagar hela familjen tills de klättrat upp i två björkar för att ta skydd.
På Junibackens granngård Lugnet bor den arbetslöse alkoholisten Emil P. Nilsson med sin fru Emma och deras 15-årige son Abbe, som Madicken tycker mycket om. Abbe berättar en dag för Madicken att han är synsk och de bestämmer att de ska ses i brygghuset en natt för att få reda på om Madicken också är synsk, där Abbe påstår att hans gammelfarfar Greve Kråk spökar och vaktar en nedgrävd skatt. Samma dag börjar Madicken påstå att en pojke i hennes skolklass som heter Rikard (som dock i själva verket inte finns) lär ut olämpliga visor, äter suddgummin, använder Madickens galoscher som båtar och spiller bläck på Madickens förkläde – när det i själva verket är en blå lögn för att bortförklara att hon själv utfört förseelserna.
En dag pillar Lisabet in en ärta i näsan så ordentligt att den inte går att få ut igen så det blir att promenera till doktor Berglund. På vägen möter Madicken och Lisabet av en tillfällighet Madickens stygga skolkamrat Mia och Mattis, varpå slagsmål utbryter, som slutar med att det blir Madicken som behöver uppsöka doktorn med blödande näsa.
Filmen slutar med att Madicken får för sig att flyga med paraply från vedbodtaket "som de gör när de hoppar från flygmaskiner" och närapå slår ihjäl sig, men överlever med en hjärnskakning, och får genom ett mirakel åka på den planerade skolutflykten som blev inställd första dagen Madicken tvingades vara sängliggande (eftersom skolfröken också råkade ut för en hjärnskakning efter ett fall i trappan).

## Om filmen
Filmen är en omklippt version av TV-serien Madicken på sex avsnitt, som premiärsändes på SVT hösten 1979 och senare klipptes om av Olle Nordemar till långfilmen Madicken på Junibacken, och hade biopremiär den 18 oktober 1980, på biograferna Fontänen, Sture och Vågen i Stockholm, Spegeln i Göteborg och Scaniabiografen i Malmö.
Göran Graffman, som ej ens var med i klipprocessen, sa sig vara missnöjd med slutresultatet, som exempelvis utelämnade avsnitt 3 och 5.
Denna film var Olle Nordemars sista film baserad på Astrid Lindgrens verk.

## Rollista i urval
- Jonna Liljendahl – Madicken
- Liv Alsterlund – Lisabet
- Monica Nordquist – Kajsa Engström
- Björn Granath – Jonas Engström
- Lis Nilheim – Alva
- Sebastian Håkansson – Abbe Nilsson
- Allan Edwall – Emil P. Nilsson
- Birgitta Andersson – Tant Emma Nilsson
- Sif Ruud – Linus-Ida
- Fillie Lyckow – Skolfröken
- Björn Gustafson – doktor Einar Berglund
- Ted Åström – sotaren
- Kerstin Hansson – Mia
- Cecilia Orlando-Willberg – Mattis[5]

## Video
Filmen släpptes 1991 på VHS och 1998 på DVD, och VHS.